# Virginia Henderson
Virginia Henderson (Kansas, Estats Units 1897 - 1996), fou una infermera teoritzadora que va incorporar els principis fisiològics i psicològics al seu concepte personal de la infermeria.

## Teoria de la Virginia Henderson
Va considerar la pràctica de la infermeria independent de la medicina. Les persones podrien arribar a satisfer les seves necessitats sense ajuda si tinguessin la força, la voluntat i els coneixements necessaris. Sinó, els professionals d'infermeria, suplirien a les persones, les reforçarien o treballarien per augmentar la seva voluntat o millorar el seu coneixement.
La V.Henderson va defensar que la persona és un tot complet i presenta catorze necessitats fonamentals, de les que es pot trobar una correlació amb la jerarquia de necessitats de Maslow.
| «               | «La tendència de la persona és ser independent per aconseguir la satisfacció de les seves necessitats». | » |
| — Kérouac, 1996 | |   |

La Virginia va néixer el 1897 a Kansas. Es va graduar el 1921 i es va especialitzar com a infermera docent. Va incorporar els principis fisiològics i psicopatològics al seu concepte d'infermeria. Henderson defineix a la infermeria en termes funcionals de la següent manera:
| «                    | «L'única funció d'una infermera és ajudar a l'individu sa i malalt, a la realització d'aquelles activitats que contribueixin a la seva salut, la seva recuperació o a una mort tranquil·la, que aquest realitzaria sense ajuda si tingués la força, la voluntat i el coneixement necessaris. I fer això de tal manera que l'ajudi a ser independent al més aviat possible». | » |
| — Virginia Henderson | |   |

## Les catorze necessitats de Virginia Henderson
Aquestes necessitats comunes a tota persona, malalta o sana, són:
1. Respirar amb normalitat.
2. Menjar i beure adequadament.
3. Eliminar els productes de rebuig de l'organisme.
4. Moure’s i mantenir una posició adequada.
5. Descansar i dormir.
6. Seleccionar vestimenta adequada.
7. Mantenir la temperatura corporal.
8. Mantenir la higiene corporal.
9. Evitar els perills de l'entorn.
10. Comunicar-se, expressar emocions, necessitats pors i opinions.
11. Viure segons els seus valors i creences.
12. Treballar i sentir-se realitzat.
13. Participar en activitats recreatives.
14. Aprendre, descobrir i satisfer la curiositat.[3]

## Publicacions
- The Nature of Nursing (anglès) (1966).
- The Principles of Nursing (anglès) (1955, revisió la sexta edició).